# المؤيد أحمد
المؤيد أحمد (944-1020) هو أحد حكام اليمن الزيدين لفترة (944-1020) كان تلميذا لابي عبد الله البصري وكائي عبد الجبار، وكان عالما متقن في المفاهيم المتعلقة بأهل البيت وكان قد اختير كإمام للزيدية في جيلان وديلمان في بلاد فارس وكانت له صلات قويه مع الزيدين في اليمن. بعد 1013، لم يعرف للمناطق الجبلية لليمن أي إمام لعدة سنوات. والغريب أنه يُعد من أئمة اليمن في بعض كتب التاريخ الزيدية مع أنه لم يزر اليمن قط وعاش ومات في ديلمان عام 1020.